# ORC3
Комплекс препознавања места почетка 3 је протеин који је код људи кодиран ORC3 (ORC3L) геном.
Комплекс препознавања места почетка (ORC) је високо конзервисани протеински комплекс са шест подјединица који је есенцијалан за иницијацију репликације ДНК код еукариотских ћелија. Истраживања на квасцу су показала да се ОРЦ специфично везује за место почетка репликације и да служи као платформа за конструкцију пререпликационог комплекса, који садржи додатне иницијациона факторе као што су Cdc6 и mcm протеини. Протеин кодиран овим геном је подјединица комплекса препознавања места почетка. Студије сличног гена код муве Дросопхила сугеришу да вероватно учествује у неуронској пролиферацији и олфакторној меморији. Алтернативно сплајсоване транскриптне варијанте кодирају дистинктне изоформе.

## Интеракције
ORC3 формира интеракције са ORC2, MCM7, ORC4, ORC5, MCM4 i ORC6.